# HD 183362
HD 183362，又名BD+37 3465，SAO 68346、HR 7403，是一颗恒星，视星等为6.34，位于銀經70.71，銀緯9.79，其B1900.0坐标为赤經19h 24m 5.5s，赤緯+37° 9.79′ 15″。